# South Stradbroke Island
South Stradbroke Island (in lingua aborigena: Minjerribah) è un'isola che si trova nel mar dei Coralli lungo la costa meridionale del Queensland, in Australia.  È situata a sud della baia di Moreton, a sud-est di Brisbane e a nord di Gold Coast. Appartiene alla Local government area della Città di Gold Coast. Il popolo Quandamooka è il proprietario tradizionale dell'isola.
Gli abitanti, al censimento del 2011, erano 101.
Prima del 1896, South Stradbroke Island e North Stradbroke Island erano una sola isola: Stradbroke Island.
In quell'anno una tempesta separò l'isola in due parti, formando il canale Jumpinpin.

## Geografia, flora e fauna
South Stradbroke si trova molto vicino alla costa; tra la sua parte nord-ovest e il continente si trovano molte piccole isole. L'isola è lunga 23 km.
L'isola di South Stradbroke consiste principalmente di dune di sabbia, foresta pluviale di Livistona e Melaleuca. La Wallabia è endemica sull'isola e il wallaby agile, una volta comune nella regione, si è ritirato sull'isola.

## Storia
Nel 1827, il capitano Henry John Rous, visconte di Dunwich (1795 – 1877), secondo figlio di John Rous, I conte di Stradbroke, era entrato nella baia di Moreton al comando della HMS Rainbow, prima nave da guerra britannica a toccare la zona. Il capitano Rous denominò l'isola di Stradbroke in onore del padre; diede il proprio nome all'adiacente canale (Rous Channel), il nome del proprio titolo alla cittadina di Dunwich (su North Stradbroke Island 27°30′N 153°24′E), e il nome della nave a Rainbow Beach (a sud di Fraser Island).
Nel 2009, sono state fatte sull'isola alcune riprese per il film Le cronache di Narnia - Il viaggio del veliero.